# Martina Hasseler
Martina Karola Hasseler (31. Januar 1968 in Leer) ist eine deutsche Pflege- und Rehabilitationswissenschaftlerin und Hochschulprofessorin. Sie befasst sich vor allem mit der pflegerischen und gesundheitlichen Versorgung vulnerabler Bevölkerungsgruppen.

## Leben
Martina Karola Hasseler absolvierte zunächst eine Ausbildung zur Pflegefachperson und arbeitete in dieser beruflichen Position im Krankenhaus, in der ambulanten Pflege und im Pflegeheim. Praktische Erfahrungen sammelte sie auch im internationalen Raum. Nach der Ausbildung erwarb sie das Abitur und studierte zwischen 1992 und 1997 Gesundheitswissenschaften, Evangelische Theologie sowie Berufs- und Wirtschaftspädagogik an der Universität Osnabrück. Von 1997 bis 1999 folgte, ebenfalls an der Universität Osnabrück, das Studium der Pflegewissenschaft mit Ergänzungsprüfung. Im Jahr 2000 beendete Hasseler ihre Promotion mit dem Titel „Postpartale Pflege und Betreuung. Neue integrierte Wochenbettkonzepte“. Es folgten Vertretungsprofessuren an der Ev. Fachhochschule in Berlin, der Hochschule für Angewandte Wissenschaften in Hamburg, sowie die Vertretungsprofessur für „Pflegerische Versorgungsforschung“ am Institut für Public Health der Universität Bremen. Von 2013 bis 2017 war Martina Hasselerin Professorin der Ostfalia Hochschule Braunschweig/Wolfenbüttel für Gerontologische Pflege, Gesundheitswissenschaften und Rehabilitation. Verschiedene Forschungs- und Studienaufenthalte führten sie nach Indien, Australien, Großbritannien und Skandinavien.
Im Jahr 2015 folgte die Habilitation an der Carl von Ossietzky Universität Oldenburg in der Fakultät für Erziehung- und Bildungswissenschaften zum Thema „Menschen mit Behinderungen als vulnerable Bevölkerungsgruppe in gesundheitlicher und pflegerischer Versorgung“ verbunden mit der Venia Legendi für Rehabilitation und Rehabilitationspädagogik. Im Jahr 2017 erfolgte ein Ruf auf die Professur für Pflege- und Therapiewissenschaften der Ruprecht-Karls-Universität Heidelberg, die Martina Hasseler bis 2019 innehatte. Hier intensivierte Hasseler vor allem die Zusammenarbeit mit der Medizin- und Pflegehistorikerin Karen Nolte. Seit 2019 ist Martina Hasseler Professorin für Klinische Pflege der Ostfalia Hochschule. Seit März 2020 ist sie zudem Prodekanin der Fakultät für Gesundheitswissenschaften der Ostfalia Hochschule. Auch ist sie Privatdozentin der Carl von Ossietzky Universität Oldenburg an der Fakultät für Erziehungs- und Bildungswissenschaften.
Im Mai 2022 wurde Martina Hasseler von Bundesgesundheitsminister Karl Lauterbach in die „Regierungskommission für eine moderne und bedarfsgerechte Krankenhausversorgung“ berufen. Im Oktober 2024 wurde sie in die „Krinko“ (= Kommission für Infektionsprävention in medizinischen Einrichtungen und in Einrichtungen und Unternehmen der Pflege und Eingliederungshilfe) berufen.

## Forschungsschwerpunkte
- Die Forschungsinteressen von Martina Hasseler liegen im Bereich der gesundheitlichen und pflegerischen Versorgung vulnerabler Bevölkerungsgruppen (z. B. ältere Menschen, Menschen mit Beeinträchtigungen).
- Hasseler befasst sich auch mit den Rahmenbedingungen gesundheitlicher und pflegerischer Versorgung (z. B. Koordination u. integrierte Versorgung, interdisziplinäre Gesundheitsversorgung, Digitalisierung in Pflege & Gesundheit).
- Ebenso befasst sie sich mit Qualität in Pflege & Gesundheit[6]

## Auszeichnung
Im November 2020 wurde Martina Hasseler mit dem Wissenschaftspreis Niedersachsen ausgezeichnet. Sie erhielt diesen Wissenschaftspreis für das Gesamtpaket aus Impulsgeberin innerhalb der gesamtgesellschaftlichen Diskussion um den Status der Pflegewissenschaft im Sektor tertiäre Bildung zum einen, für die Entwicklung eines Delegationsmodells für den Einsatz fachfremden Personals zum anderen und für ihr Engagement um eine qualitativ hochwertige Pflege in allen Sektoren und Bereichen des Gesundheits- und Pflegesystems. Bei der Preisverleihung wurden die Handlungsempfehlungen für den Umgang mit COVID-19 Bewohnern in Pflegeheimen, die Hasseler erarbeitet hatte, besonders hervorgehoben.

## Publikationen Print und Digital (Auswahl)
- Ganzheitliche Wochenpflege? Eine Evaluation verschiedener stationärer Betreuungsformen in der postpartalen Phase. (= Reihe Pflegewissenschaft). Hans Huber, Bern 2002, ISBN 3-456-83872-7 (Dissertation).
- mit Stefan Görres: Was Pflegebedürftige wirklich brauchen... Zukünftige Herausforderungen an eine bedarfsgerechte ambulante und stationäre pflegerische Versorgung. (= Reihe Pflegebibliothek). Schlütersche, Hannover 2005, ISBN 3-89993-153-X.
- mit Karin Wolf-Ostermann: Wissenschaftliche Evaluation zur Beurteilung der Pflege-Transparenzvereinbarungen für den ambulanten (PTVA) und stationären (PTVS) Bereich. 2010. (Online)
- Prävention und Gesundheitsförderung in der Pflege. Ein konzeptioneller Ansatz. Juventa, Weinheim 2011, ISBN 978-3-7799-1981-0.
- Menschen mit geistigen und mehrfachen Behinderungen als vulnerable Bevölkerungsgruppe in gesundheitlicher Versorgung. In: DMW – Deutsche Medizinische Wochenschrift. (Stuttgart). Band 139, Nr. 40, 2014, S. 2030–2040.
- mit Ulrike Höhmann: Zur Diskussion: Das „Neue Begutachtungsassessment“ zur Feststellung der Pflegebedürftigkeit: Plädoyer für eine dringliche Debatte in der Pflegewissenschaft, die zwischen „Wissenschaft“ und „Politik“ differenziert. In: Pflege & Gesellschaft. (Juventa). Band 20, Nr. 2, 2015, S. 173–179.
- mit Renate Stemmer: Entwicklung eines wissenschaftlich basierten Qualitätsverständnisses für die Pflegequalität. In: Klaus Jacobs u. a. (Hrsg.): Pflege–Report. 2018, S. 23–36.
- Qualitätsmessung in der Pflege. Theoretisches Modell zur Ableitung von Indikatoren. Springer, Heidelberg/Berlin (u. a.) 2019, ISBN 978-3-662-58021-9.
- mit S. Krebs und A. L. Lietz: Vertrauens- und kompetenzbasiertes Delegationsmodell in Zeiten von Corona. In: Pflegewissenschaft, Sonderheft Corona Epidemie. Hungen 2020, S. 109 f.
- „Wird schleppend implementieren“ – über die Zukunft von ehealth. 11. März 2020 cibxHealth. (Online)
- mit B. Hartleb: Stationäre Langzeitpflege unter Covid-19 Bedingungen – ein reflektiert kritischer Blick auf die derzeitige Situation und zukünftige Entwicklung und zukünftige Entwicklungen. In: B. Bonacker, G. Geiger (Hrsg.): Pflege in Zeiten der Pandemie. Wie sich Pflege durch Corona verändert hat. Verlag Barbara Budrich, Opladen 2021, ISBN 978-3-8474-2579-3, S. 43–59 (2. Auflage 2022.).
- mit Sven-Nelson Ruppert: Pflege 4.0 – das moderne Pflegebett ist digital. In: Wissen aus Hochschulen in Niedersachsen (2. März 2023). (Online)